# Lago Apopka

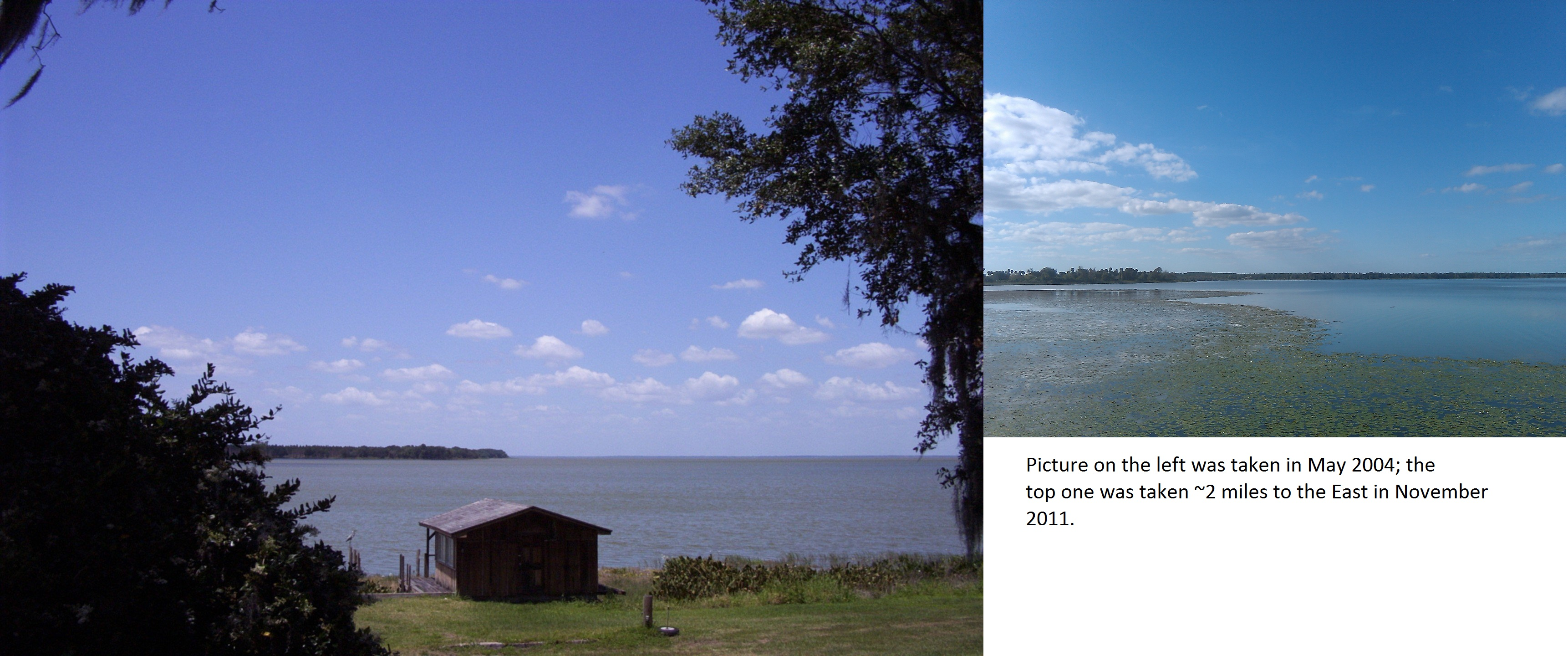
Vistas do lago Apopka.

O lago Apopka é o terceiro maior lago do estado norte-americano da Flórida. Ele está localizado a 24 quilômetros a noroeste de Orlando, dentro dos limites do condado de Orange, embora sua parte ocidental esteja no condado de Lake. Alimentado por uma nascente natural, chuvas e escoamento de águas pluviais, a água do lago Apopka flui através do canal Apopka-Beauclair e pelos lagos Beauclair e Dora. Do Lago Dora, a água flui em em direção ao lago Eustis, em seguida, para o lago Griffin e depois para o norte no rio Ocklawaha, que corre para o rio St. Johns.
Winter Garden é uma das cidades situada nas proximidades do Lago Apopka. Com suas trilhas naturais bem preservadas e áreas de observação de aves que atraem entusiastas da vida selvagem.